# Register (lingvistik)
Register är en lingvistisk term som betecknar ett slags varietet med särskilda användningsområden i många språk. För svensk- och engelskspråkiga är det mest lättillgängliga exemplet skillnaden mellan formellt och informellt register i skrift- och talspråk. I mer formella sociala sammanhang anses till exempel stavningen “mig” vara lämpligare än “mej”, och uttalet av ordet något som [ˈnoːˌgɔt] (något) lämpligare än [ˈnɔt] (nå’t). Även ordval kan påverka formalitetsregistret, till exempel i tala kontra snacka.
Register sammanfaller ibland med termer som dialekt och sociolekt, vilka betecknar språkvarieteter som talas i olika geografiska områden respektive av människor av särskilda klasstillhörigheter, åldrar och etniska ursprung. På grund av att olika dialekter och sociolekter tillskrivs olika mycket prestige (eller “respekt” eller “status”) i de flesta språkgemenskaper kan en särskild dialekt associeras med ett lägre register än en annan dialekt eller det så kallade standardspråket. Ett exempel på det är afroamerikansk engelska, som har egna dialektala drag och är särskilt från amerikansk standardengelska, men på grund av att det till stor del talas av människor som anses ha lägre social status associeras det med en lägre varietet av standarddialekten (och betraktas ibland rentav som felaktigt språkbruk).
Terminologin är inte densamma i alla språk, eller för den delen mellan alla författare som beskriver register i olika språk. Formella och informella register är inte alltid polära motsättningar, utan formalitet kan splittras upp i till exempel hedersregister, fackspråk och konsultativregister (det vill säga en varietet som talas till exempel mellan doktor och patient eller mellan överordnad och underordnad), och informalitet i slang/idiom, vulgaritet och intimitet (det vill säga ofta säregna varieteter som talas mellan vänner, familj eller partner). Nedan beskrivs några andra typer av register översiktligt.

## Typer av register

### Fruset/statiskt
Fruset eller statiskt register är områden i språket som knappt förändras, om överhuvudtaget, såsom lagen, bibelverser, bibliografiska referenser, etc.

### Hedersregister
Hedersregister yttrar sig till stor del i vad Maarten Mous kallar paralexifikation, eller ett separat set av lexikala enheter från andra artighetsnivåer, med samma betydelser och grammatik. Registret används ofta av människor när de talar till, om eller i närheten av människor av särskild rang, och hedersspecifika ord byter då ut vanligare ord, trots att syftningen är densamma.

#### “Svärmorsspråk”
Ett särskilt register används i vissa kulturer i synnerhet av män när de talar i närheten av sina svärmödrar, där släktskapsrelationen anses vara tabu. Det benämns ofta “svärmorsspråk” eller “undvikande register”. I (1) jämförs det så kallade allmänna registret med samma betydelse uttryckt till en potentiell svärmor, i det pama-nyunganska språket kunjens dialekt uw oykangand.
(1) Uw oykangand
| allmänt register                  | allmänt register | allmänt register | svärmorsregister | svärmorsregister | svärmorsregister |
| --------------------------------- | ---------------- | ---------------- | ---------------- | ---------------- | ---------------- |
| alka-nhdh                         | idu-rr           | ay               | udnga-nhdh       | yanganyunjyja-rr | ay               |
| spjut-INSTR                       | spetsa-PRET      | jag              | spjut-INSTR      | spetsa-PRET      | jag              |
| ‘Jag spetsade det med ett spjut.’ |                  |                  |                  |                  |                  |

Registret är vanligt i synnerhet i australiensiska språk, till exempel dyirbal, yidiny och Guugu yimidhirr och sträcker sig över andra släktskapsrelationer såsom till svärmors bror eller mellan kusiner i till exempel warlpiri.

#### Kunglighetsregister
I vissa kulturer där en regerande konung, hövding eller liknande är högst i rang finns ytterligare ett register utöver olika nivåer av formalitet, som enbart är till för att tala till, om eller i närheten av kungen, eller å hans vägnar. Till exempel i tai–kadaispråket thailändska finns sju kungliga rangordningar, varav den högsta tilltalas med andrapersonspronomen med mer morfologiskt material än adelsmän av andra titlar, jämförbart med sättet på vilket vi på svenska säger “du” eller “ni” om de flesta individer, medan vi ofta använder “Ers Majestät” om Sveriges konung. I (2) illustreras hur olika morfem kombineras i thai för att skapa de lämpliga pronomenen för att tilltala särskild kunglighet.
(2) Andrapersonspronomen i kunglig thailändska
| tây | fàː | láʔɔːŋ | thúliː | phráˑbàːt |               |
| +   | +   | +      | +      | +         | till rang 1   |
| +   | +   | +      |        | +         | till rang 2   |
| +   | +   |        |        | +         | till rang 3–6 |
|     | +   |        |        | +         | till rang 7   |

Liknande strukturer finns i andra domäner i språket, till exempel för bordsbestick, som markeras väldigt olika i allmänt och kungligt register:
(3) Bordsbestick i kunglig thailändska
| allmänt/lågt kungligt register | högt kungligt register  | gloss      |
| ------------------------------ | ----------------------- | ---------- |
| chɔ́ːn                          | chalɔ̌ːŋˑphráˑhàtˑchɔ́ːn  | ‘sked’     |
| sɔ̂m                            | chalɔ̌ːŋˑphráˑhàtˑsɔ̂m    | ‘gaffel’   |
| takìəp                         | chalɔ̌ːŋˑphráˑhàtˑtakìəp | ‘ätpinnar’ |

I thailändska har kunglighetsregistrets vokabulär till störst del lånats in från pali och sanskrit via gammal kambodjanska. Det austronesiska javanesiska hade innan början av 1900-talet ett “palatsspråk” som användes av adelsmän och hovmän av priyayi-eliten när de talade till monarken eller å hans vägnar, och vokabulären baserades till stor del på de redan befintliga informella ngoko-, mellanformella madya- och formella krama-registren i språket. Det indoariska nepali hade ett liknande system med ett fjärde register för kunglighet utöver tre formalitetsgrader, innan mitten av 1800-talet då monarkin avskaffades.
Utöver inlåning kan kunglighetsregister skapas med olika slags semantisk utökning, det vill säga att betydelsen av ett ord i vardaglig bemärkelse får en helt ny i närheten av kunglighet. I det austronesiska tonganska görs det till exempel med semantisk blekning (se Grammatikalisering) – på så sätt att enstaka verb i allmänt register täcker en mängd olika specifika betydelser i kungligt register, till exempel benämns ‘att döda’ i referens till kungen ‘att göra’ – samt metaforiska eufemismer, till exempel benämns ‘begravningsplats’ i referens till kungen ‘himmel’. I språket finns också ett lägre hedersregister tillägnat hövdingar, i vilket till exempel ‘att sova’ benämns ‘att stillas (likt en båt stillas när den förs in till land)’, mycket på grund av att hövdingar i Tonga associeras med särskild stillhet och lugn.
I afrikanska språk finns en anmärkningsvärd metod för semantisk utökning eller förflyttning i ett register tillägnat äldre personer ansedda som hövdingar med gudomliga krafter, nämligen metonymi, det vill säga att ords referenter benämns efter delar av dem snarare än deras helheter. I (4)–(5) ges exempel från kushitiska språk, där betydelsen av hedersregistrens ord i allmän bemärkelse anges i klamrar.
(4) Dirasha
| allmänt register | allmänt register | hedersregister | hedersregister       |
| ---------------- | ---------------- | -------------- | -------------------- |
| man              | soha             | kayya          | mic’a                |
| ‘hus’            | ‘kött’           | ‘hus’ [‘rök’]  | ‘kött’ [‘grönsaker’] |

(5) Gawwada
| allmänt register | hedersregister        |
| ---------------- | --------------------- |
| qole             | kasʔasko              |
| ‘nötkreatur’     | ‘nötkreatur’ [‘horn’] |

Metonymer förekommer även i nilosahariska språk, utöver andra slags metaforiska utökningar. Bland annat anses det fint att jämföra en kungs kroppsdelar med inanimata ting. I (6)–(7) ges exempel på hur det kan yttra sig.
(6) Anuak
| allmänt register | allmänt register | allmänt register | allmänt register | allmänt register | hedersregister  | hedersregister      | hedersregister        | hedersregister                    | hedersregister                         |
| ---------------- | ---------------- | ---------------- | ---------------- | ---------------- | --------------- | ------------------- | --------------------- | --------------------------------- | -------------------------------------- |
| ɲɛ̀ɲ              | dìtèèdí          | abìí             | búddó            | thɔ̀w             | pɔ̀ɔ̀l            | ɲikɛ́ɛ́nɔ́             | wáárɔ́                 | kwʌ̀yyò                            | dɔ̀ɔ̀ nààm                               |
| ‘ögon’           | ‘kock’           | ‘kläde(r)’       | ‘att sova’       | ‘att dö’         | ‘ögon’ [‘moln’] | ‘kock’ [‘kalebass’] | ‘kläde(r)’ [‘bomull’] | ‘att sova’ [‘att (gå och) valla’] | ‘att dö’ [‘att återvända till floden’] |

(7) Shilluk
| allmänt register | allmänt register | allmänt register | allmänt register | hedersregister          | hedersregister                       | hedersregister    | hedersregister                            |
| ---------------- | ---------------- | ---------------- | ---------------- | ----------------------- | ------------------------------------ | ----------------- | ----------------------------------------- |
| wíc              | waŋe             | yite             | cam              | läl                     | táo                                  | pate              | kaleri                                    |
| ‘huvud’          | ‘öga’            | ‘öron’           | ‘att äta’        | ‘huvud’ [‘klappersten’] | ‘öga’ [‘balanites aegyptiaca-frukt’] | ‘öron’ [‘skedar’] | ‘att äta’ [‘att bringa (till sig själv)’] |

I Niger–Kongospråket wapan liknas kunglighet vid ett enormt väsen som är ett med naturen, vilket realiseras som i (8)–(9).
(8) Wapan
| allmänt register | allmänt register | allmänt register | hedersregister              | hedersregister              | hedersregister              | hedersregister              |
| ---------------- | ---------------- | ---------------- | --------------------------- | --------------------------- | --------------------------- | --------------------------- |
| o-ré             | na               | na               | o-ré                        | na                          | né                          | hwá̰                         |
| SP.2.SG-PROG     | LOK.ligga        | sova             | SP.2.SG-PROG                | LOK.ligga                   | DUR                         | gå.upp                      |
| ‘du sover’       | ‘du sover’       | ‘du sover’       | ‘du träder upp (på molnen)’ | ‘du träder upp (på molnen)’ | ‘du träder upp (på molnen)’ | ‘du träder upp (på molnen)’ |

(9) Wapan
| allmänt register | allmänt register | hedersregister                  | hedersregister                  |
| ---------------- | ---------------- | ------------------------------- | ------------------------------- |
| ká               | (swi)            | dá                              | pì                              |
| tagg             | (skägg)          | huggare                         | buskage                         |
| ‘att raka sig’   | ‘att raka sig’   | ‘att raka sig’ [‘att röja sly’] | ‘att raka sig’ [‘att röja sly’] |